# Leichtathletik-Südamerikameisterschaften 1941
Die XII. Leichtathletik-Südamerikameisterschaften fanden vom 26. April bis zum 4. Mai 1941 in Buenos Aires statt und dauerte somit erstmals über eine Woche. Erfolgreichster Athlet war der argentinische Langstreckenläufer Raúl Ibarra mit drei Einzel- und einem Mannschaftssieg; ebenfalls vier Siege erreichte die argentinische Sprinterin Lelia Spuhr.

## Männerwettbewerbe
Die Mannschaftswertung gewann bei den Männern Brasilien mit 103 Punkten vor den Chilenen mit 85 Punkten und den Argentiniern mit 84 Punkten. Das peruanische Team erreichte 17 Punkte und Uruguay erhielt 8 Punkte.

### 100-Meter-Lauf Männer
| Platz | Athlet             | Land | Zeit   |
| ----- | ------------------ | ---- | ------ |
| 1     | José de Assis      | BRA  | 10,8 s |
| 2     | José Ferraz        | BRA  | 10,9 s |
| 3     | Roberto Valenzuela | CHI  | 11,1 s |

Finale: 27. April

### 200-Meter-Lauf Männer
| Platz | Athlet             | Land | Zeit   |
| ----- | ------------------ | ---- | ------ |
| 1     | José de Assis      | BRA  | 21,5 s |
| 2     | Luis Venini        | ARG  | 21,8 s |
| 3     | Roberto Valenzuela | CHI  | 22,4 s |

Finale: 1. Mai

### 400-Meter-Lauf Männer
| Platz | Athlet          | Land | Zeit   |
| ----- | --------------- | ---- | ------ |
| 1     | Rosalvo Ramos   | BRA  | 50,2 s |
| 2     | Agenor da Silva | BRA  | 50,3 s |
| 3     | Antonio Cuba    | PER  | 50,4 s |

Finale: 27. April

### 800-Meter-Lauf Männer
| Platz | Athlet           | Land | Zeit       |
| ----- | ---------------- | ---- | ---------- |
| 1     | Guillermo García | CHI  | 1:54,2 min |
| 2     | Isidoro Ferrere  | ARG  | 1:55,7 min |
| 3     | Roberto Yakota   | CHI  | 1:55,7 min |

Finale: 4. Mai

### 1500-Meter-Lauf Männer
| Platz | Athlet           | Land | Zeit       |
| ----- | ---------------- | ---- | ---------- |
| 1     | Guillermo García | CHI  | 3:58,7 min |
| 2     | Isidoro Ferrere  | ARG  | 4:02,2 min |
| 3     | Arturo Torres    | CHI  | 4:03,1 min |

Finale: 1. Mai

### 5000-Meter-Lauf Männer
| Platz | Athlet         | Land | Zeit        |
| ----- | -------------- | ---- | ----------- |
| 1     | Raúl Ibarra    | ARG  | 14:57,2 min |
| 2     | Reinaldo Gorno | ARG  | 15:12,1 min |
| 3     | Raúl Inostroza | CHI  | 15:13,3 min |

Finale: 29. April

### 10.000-Meter-Lauf Männer
| Platz | Athlet         | Land | Zeit        |
| ----- | -------------- | ---- | ----------- |
| 1     | Raúl Ibarra    | ARG  | 30:45,0 min |
| 2     | Reinaldo Gorno | ARG  | 31:39,6 min |
| 3     | René Millas    | CHI  | 31:41,8 min |

Finale: 3. Mai

### Straßenlauf Männer
| Platz | Athlet           | Land | Zeit |
| ----- | ---------------- | ---- | ---- |
| 1     | Tomas Palomeque  | ARG  |      |
| 2     | Saturnino Cuello | ARG  |      |
| 3     | Eusebio Guiñez   | ARG  |      |

Finale: 4. Mai, Streckenlänge 32 km

### Crosslauf Männer
| Platz | Athlet         | Land | Zeit |
| ----- | -------------- | ---- | ---- |
| 1     | Raúl Ibarra    | ARG  |      |
| 2     | Raúl Inostroza | CHI  |      |
| 3     | René Aldana    | CHI  |      |

Finale: 1. Mai

### 110-Meter-Hürdenlauf Männer
| Platz | Athlet         | Land | Zeit   |
| ----- | -------------- | ---- | ------ |
| 1     | Mário da Cunha | BRA  | 15,1 s |
| 2     | Hélio Pereira  | BRA  | 15,2 s |
| 3     | Julio Jaime    | URU  | 15,5 s |

Finale: 27. April

### 400-Meter-Hürdenlauf Männer
| Platz | Athlet          | Land | Zeit   |
| ----- | --------------- | ---- | ------ |
| 1     | Alfonso Hoelzel | CHI  | 56,4 s |
| 2     | Alfonso Rozas   | CHI  | 56,9 s |
| 3     | Sylvio Padilha  | BRA  | 57,0 s |

Finale: 4. Mai

### 4-mal-100-Meter-Staffel Männer
| Platz | Athleten                                                           | Land | Zeit   |
| ----- | ------------------------------------------------------------------ | ---- | ------ |
| 1     | Karnick Antonio Nahas José Ferraz Marcio de Oliveira José de Assis | BRA  | 42,3 s |
| 2     | Nelson Pereira Juan Hoelzel Alejandro Gonzalez Roberto Valenzuela  | CHI  | 42,7 s |
| 3     | A. de Anchorena Jaime Slullitel Guillermo Martínez Bo Luis Venini  | ARG  | 43,4 s |

Finale: 27. April

### 4-mal-400-Meter-Staffel Männer
| Platz | Athleten                                               | Land | Zeit       |
| ----- | ------------------------------------------------------ | ---- | ---------- |
| 1     | Raúl Muñoz Riveros Roberto Yakota Jorge Ehlers         | CHI  | 3:21,9 min |
| 2     | Luis Venini Victorino Triulzi Briggs Eligio Chiapetta  | ARG  | 3:22,3 min |
| 3     | Carlos Baroffio Alberto Pereyra José Cunéo Julio Jaime | URU  | 3:27,8 min |

Finale: 3. Mai
Die brasilianische Staffel wurde disqualifiziert.

### 3000-Meter-Mannschaftslauf Männer
| Platz | Athlet                                     | Land | Zeit |
| ----- | ------------------------------------------ | ---- | ---- |
| 1     | Raúl Ibarra Delfo Cabrera Reinaldo Gorno   | ARG  |      |
| 2     | Arturo Torres Raúl Inostroza Gustavo Rojas | CHI  |      |
| 3     | Néstor Gomes T. Santos F. Souza            | BRA  |      |

Finale: 26. April
Schnellster Läufer war Raúl Ibarra in 8:39,4 Minuten.

### Hochsprung Männer
| Platz | Athlet         | Land | Höhe   |
| ----- | -------------- | ---- | ------ |
| 1     | Guido Hanning  | CHI  | 1,94 m |
| 2     | Alfredo Mendes | BRA  | 1,85 m |
| 3     | Faustino Poyo  | ARG  | 1,85 m |

Finale: 27. April

### Stabhochsprung Männer
| Platz | Athlet          | Land | Höhe   |
| ----- | --------------- | ---- | ------ |
| 1     | Lúcio de Castro | BRA  | 4,00 m |
| 2     | Icaro Mello     | BRA  | 4,00 m |
| 3     | Erwin Reimer    | CHI  | 3,70 m |

Finale: 1. Mai

### Weitsprung Männer
| Platz | Athlet         | Land | Weite  |
| ----- | -------------- | ---- | ------ |
| 1     | Guillermo Dyer | PER  | 7,20 m |
| 2     | Ernesto Juarez | ARG  | 7,05 m |
| 3     | Mario Quesada  | ARG  | 6,94 m |

Finale: 29. April

### Dreisprung Männer
| Platz | Athlet         | Land | Weite   |
| ----- | -------------- | ---- | ------- |
| 1     | Carlos Pinto   | BRA  | 15,10 m |
| 2     | Néstor Tenorio | ARG  | 14,90 m |
| 3     | Jorge Richard  | BRA  | 14,59 m |

Finale: 1. Mai

### Kugelstoßen Männer
| Platz | Athlet             | Land | Weite   |
| ----- | ------------------ | ---- | ------- |
| 1     | Ricardo Nitz       | BRA  | 14,62 m |
| 2     | Carmine di Giorgio | BRA  | 13,71 m |
| 3     | Antônio Lyra       | BRA  | 13,51 m |

Finale: 27. April

### Diskuswurf Männer
| Platz | Athlet             | Land | Weite   |
| ----- | ------------------ | ---- | ------- |
| 1     | Manuel Consiglieri | PER  | 46,40 m |
| 2     | Karsten Brodersen  | CHI  | 45,05 m |
| 3     | Bento Barros       | BRA  | 45,02 m |

Finale: 3. Mai

### Hammerwurf Männer
| Platz | Athlet          | Land | Weite   |
| ----- | --------------- | ---- | ------- |
| 1     | Assis Naban     | BRA  | 49,71 m |
| 2     | Juan Fusé       | ARG  | 48,98 m |
| 3     | Federico Kleger | ARG  | 46,60 m |

Finale: 29. April

### Speerwurf Männer
| Platz | Athlet            | Land | Weite   |
| ----- | ----------------- | ---- | ------- |
| 1     | Egon Falkenberg   | BRA  | 59,42 m |
| 2     | Alberto Becher    | ARG  | 59,05 m |
| 3     | Efraín Santibáñez | CHI  | 56,37 m |

Finale: 26. April

### Zehnkampf Männer
| Platz | Athlet            | Land | Punkte |
| ----- | ----------------- | ---- | ------ |
| 1     | Emilio Rüegg      | BRA  | 6411   |
| 2     | Juan Colín        | CHI  | 6315   |
| 3     | Karsten Brodersen | CHI  | 6037   |

3. und 4. Mai

## Frauenwettbewerbe
Die Mannschaftswertung gewann die argentinische Mannschaft mit 25,33 Punkten vor den Chileninnen mit 20 Punkten, den Brasilianerinnen mit 9,33 Punkten. Uruguay erhielt 3,33 Punkte und Peru und Bolivien jeweils einen Punkt.

### 100-Meter-Lauf Frauen
| Platz | Athletin          | Land | Zeit   |
| ----- | ----------------- | ---- | ------ |
| 1     | Lelia Spuhr       | ARG  | 13,1 s |
| 2     | María Malvicini   | ARG  | 13,3 s |
| 3     | Crista Jane Giese | BRA  | 13,3 s |

Finale: 27. April

### 200-Meter-Lauf Frauen
| Platz | Athletin         | Land | Zeit   |
| ----- | ---------------- | ---- | ------ |
| 1     | Lelia Spuhr      | ARG  | 26,0 s |
| 2     | Elizabeth Müller | BRA  | 26,4 s |
| 3     | Julia Yáñez      | PER  | 27,6 s |

Finale: 1. Mai

### 80-Meter-Hürdenlauf Frauen
| Platz | Athletin          | Land | Zeit   |
| ----- | ----------------- | ---- | ------ |
| 1     | Crista Jane Giese | BRA  | 12,4 s |
| 2     | Betty Morales     | CHI  | 12,5 s |
| 3     | Ursula Hennel     | BRA  | 13,0 s |

Finale: 3. Mai

### 4-mal-100-Meter-Staffel Frauen
| Platz | Athletinnen                                            | Land | Zeit   |
| ----- | ------------------------------------------------------ | ---- | ------ |
| 1     | Elsa Irigoyen Noëmi Simonetto Olga Tassi Lelia Spuhr   | ARG  | 51,2 s |
| 2     | Elena Martinelli Betty Morales Lily Warch Ilse Barends | CHI  | 51,8 s |
| 3     | Elizabeth Müller Kraus Ursula Hennel Crista Jane Giese | BRA  | 52,6 s |

Finale: 4. Mai

### Hochsprung Frauen
| Platz | Athletin          | Land | Höhe   |
| ----- | ----------------- | ---- | ------ |
| 1     | Lelia Spuhr       | ARG  | 1,55 m |
| 2     | Ilse Barends      | CHI  | 1,50 m |
| 3     | Crista Jane Giese | BRA  | 1,45 m |
|       | Instrud Kastdorff | URU  | 1,45 m |
|       | Noëmi Simonetto   | ARG  | 1,45 m |

Finale: 3. Mai

### Weitsprung Frauen
| Platz | Athletin          | Land | Weite  |
| ----- | ----------------- | ---- | ------ |
| 1     | Instrud Kastdorff | URU  | 5,12 m |
| 2     | Ilse Barends      | CHI  | 5,03 m |
| 3     | Noëmi Simonetto   | ARG  | 4,96 m |

Finale: 4. Mai

### Kugelstoßen Frauen
| Platz | Athletin       | Land | Weite   |
| ----- | -------------- | ---- | ------- |
| 1     | Ingeborg Mello | ARG  | 11,81 m |
| 2     | Edith Klempau  | CHI  | 10,74 m |
| 3     | Julia Iriarte  | BOL  | 10,45   |

Finale: 26. April
Julia Iriarte gewann die erste Medaille für Bolivien überhaupt.

### Diskuswurf Frauen
| Platz | Athletin               | Land | Weite   |
| ----- | ---------------------- | ---- | ------- |
| 1     | Christel Balde         | CHI  | 35,59 m |
| 2     | Maria Boecke de Keitel | CHI  | 35,04 m |
| 3     | Ingeborg Mello         | ARG  | 33,80 m |

Finale: 29. April

### Speerwurf Frauen
| Platz | Athletin     | Land | Weite   |
| ----- | ------------ | ---- | ------- |
| 1     | Ruth Caro    | ARG  | 36,87 m |
| 2     | Ursula Holle | CHI  | 36,68 m |
| 3     | Olga Merino  | CHI  | 34,63 m |

Finale: 27. April

## Medaillenspiegel
| Medaillenspiegel Endstand nach 32 Entscheidungen | Medaillenspiegel Endstand nach 32 Entscheidungen | Medaillenspiegel Endstand nach 32 Entscheidungen | Medaillenspiegel Endstand nach 32 Entscheidungen | Medaillenspiegel Endstand nach 32 Entscheidungen | Medaillenspiegel Endstand nach 32 Entscheidungen |
| Platz                                            | Land                                             | Gold                                             | Silber                                           | Bronze                                           | Gesamt                                           |
| ------------------------------------------------ | ------------------------------------------------ | ------------------------------------------------ | ------------------------------------------------ | ------------------------------------------------ | ------------------------------------------------ |
| 1                                                | Brasilien                                        | 12                                               | 7                                                | 9                                                | 28                                               |
| 2                                                | Argentinien                                      | 11                                               | 12                                               | 8                                                | 31                                               |
| 3                                                | Chile                                            | 6                                                | 13                                               | 11                                               | 30                                               |
| 4                                                | Peru                                             | 2                                                | –                                                | 2                                                | 4                                                |
| 5                                                | Uruguay                                          | 1                                                | –                                                | 3                                                | 4                                                |
| 6                                                | Bolivien                                         | –                                                | –                                                | 1                                                | 1                                                |